# Tổng cầu

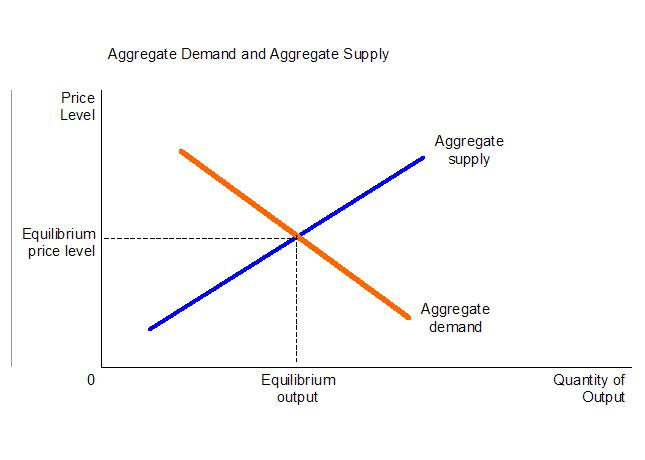
Đường tổng cầu (Aggregate Demand) cùng với đường tổng cung (Aggregate Supply) tạo thành mô hình tổng cầu - tổng cung (AD - AS). Giao điểm của hai đường là mức giá và sản lượng cân bằng của nền kinh tế

Trong kinh tế vĩ mô, tổng cầu (Tiếng Anh: Aggregate Demand), AD hay cầu cuối cùng nội địa (DFD) là lượng hàng hóa và dịch vụ được tạo ra trên lãnh thổ một nước mà các tác nhân kinh tế sẵn sàng và có khả năng mua tại mỗi mức giá. Tổng cầu thường được gọi là nhu cầu có khả năng thanh toán, dù trong một số trường hợp khác thì thuật ngữ này lại mang ý nghĩa khác. Tổng cầu là lượng cầu hàng hóa nội địa của một quốc gia. Nó xác định lượng hàng hóa và dịch vụ sẽ được mua ở các mức giá khác nhau. Chi tiêu của người tiêu dùng, doanh nghiệp, Chính phủ; các khoản đầu tư và xuất khẩu ròng tạo tên tổng cầu.
Đường cầu là một đường cong với sản lượng thực nằm trên trục hoành và mức giá nằm trên trục tung. Mặc dù theo lý thuyết, đường cầu là một đường dốc xuống, kết quả nghiên cứu Sonnenschein - Mantel - Debreu lại cho rằng theo toán học, độ dốc của đường cầu không thể xuất phát từ các giả định về hành vi trên cơ sở lý trí của cá nhân. Thay vào đó, đường cầu dốc là kết quả của ba giả định kinh tế vĩ mô về chức năng của thị trường: hiệu ứng Pigo, hiệu ứng lãi suất Keynes và hiệu ứng tỷ giá hối đoái Mundell - Fleming. Hiệu ứng Pigo chỉ ra rằng mức giá cao hơn mang lại ít hàng hóa hơn, từ đó chi tiêu của người tiêu dùng giảm dần, tạo nên lượng cầu hàng hóa ít hơn. Hiệu ứng Keynes cho rằng mức giá cao hơn khiến lượng cung tiền thực tế giảm, do đó lãi suất cao hơn do cân bằng thị trường tài chính, làm cho các khoản đầu tư vào vốn hiện vật mới giảm và tổng lượng cầu hàng hóa thấp hơn. 
Hiệu ứng tỷ giá hối đoái Mundell - Fleming là một giả định mở rộng của mô hình IS - LM. Trong khi mô hình IS - LM giải quyết vấn đề của nền kinh tế đóng, mô hình Mundell - Fleming miêu tả một nền kinh tế mở ở quy mô nhỏ. Mô hình Mundell - Fleming phác họa mối quan hệ ngắn hạn giữa tỷ giá hối đoái danh nghĩa, lãi suất và sản lượng của một nền kinh tế (trái với sơ đồ IS - LM của nền kinh tế đóng chỉ tập trung vào mối quan hệ giữa lãi suất và sản lượng).
Đường cầu mô tả mối quan hệ giữa hai yếu tố: sản lượng hàng hóa mà người tiêu dùng có nhu cầu cũng như khả năng thanh toán và mức giá. Tổng cầu được biểu thị dựa trên một mức cung tiền danh nghĩa cố định. Có rất nhiều yếu tố có thể làm dịch chuyển đường tổng cầu. Sự dịch chuyển sang phải được gây ra bởi sự tăng lên của lượng cung tiền, chi tiêu Chính phủ, các yếu tố độc lập cấu thành đầu tư, chi tiêu người tiêu dùng hoặc sự giảm thuế.
Theo mô hình tổng cầu - tổng cung, khi tổng cầu tăng, đường cầu sẽ dịch chuyển lên trên và làm tăng giá cả.

## Lịch sử
Trong cuốn “Lý thuyết tổng quát về việc làm, lãi suất và tiền tệ”, John Maynard Keynes đã tranh luận trong suốt cuộc đại khủng hoảng rằng sự giảm đi trong sản lượng của các khu vực tư nhân do cú sốc theo hệ thống (sự sụp đổ thị trường chứng khoán phố Wall năm 1929) nên được lấp đầy bởi chi tiêu Chính phủ. Đầu tiên, ông cho rằng với mức tổng cầu có khả năng thanh toán thấp hơn hoặc tổng lượng chi tiêu trong nền kinh tế (thấp hơn trong cuộc khủng hoảng), khu vực tư nhân có thể tồn tại dựa trên mức giảm thường xuyên các hoạt động và thất nghiệp không tự nguyện, trừ khi có sự can thiệp khách quan từ bên ngoài. Doanh nghiệp không tiếp cận được vốn sẽ phải sa thải công, nhân viên. Điều này có nghĩa là với tư cách người tiêu dùng, công nhân sẽ có ít tiền để sử dụng hơn, người tiêu dùng mua ít đồ hơn từ doanh nghiệp, và cầu hàng hóa giảm đi khiến các doanh nghiệp nhận thấy cần sa thải nhân công. Đường cầu dốc chỉ có thể được dừng lại và thay đổi bởi các hoạt động khách quan. Thứ hai, những người có thu nhập cao hơn có xu hướng tiêu dùng thu nhập trung bình thấp hơn. Người có thu nhập thấp hơn thường chi tiêu phần thu nhập của mình ngay lập tức vào việc mua nhà, thức ăn, giao thông, v.v, trong khi những người có thu nhập cao hơn lại không tiêu dùng tất cả mọi thứ. Thay vào đó, họ tiết kiệm, khiến vận tốc của tiền tệ - sự lưu thông nguồn thu nhập thông qua các hoạt động kinh tế khác nhau - giảm đi, làm giảm sự phát triển kinh tế. Do đó, người tiêu dùng nên chi tiêu vào các chương trình công cộng với quy mô đủ lớn để tăng tốc độ tăng trưởng so với mức trước đây.

## Thành phần
Đường tổng cầu là tổng hợp của các đường cầu riêng lẻ của từng khu vực trong nền kinh tế. Đường tổng cầu thường được mô tả là một đường thẳng gồm bốn nguồn cầu khác nhau.
AD = C + I + G + (X - M)
Trong đó:
- C: Chi tiêu (chi tiêu của người tiêu dùng), có công thức C0 + c (Y – T), với Y là lượng thu nhập của người tiêu dùng và T là thuế người tiêu dùng phải trả,
- I: Tổng đầu tư,
- G: Chi mua hàng hóa dịch vụ của Chính phủ,
- NX = X - M: xuất khẩu ròng về hàng hóa và dịch vụ, với:
  - X: Tổng hàng hóa và dịch vụ xuất khẩu,
  - M: Tổng hàng hóa và dịch vụ nhập khẩu, cho bởi công thức M0 + m (Y – T).

Có bốn thành phần chính trong tổng cầu, có thể được phát biểu bằng thuật ngữ “danh nghĩa” hoặc thuật ngữ “thực tế”:
- Chi tiêu cho tiêu dùng của các hộ gia đình hay cá nhân (C), nội dung được mô tả thông qua hàm tiêu dùng. Định nghĩa cơ bản là tổng chi tiêu của nền kinh tế nội địa. Hàm tiêu dùng là C = C0 + c.(Y – T), với C0 là tiêu dùng cá nhân, c là xu hướng tiêu dùng cận biên, và (Y – T) là thu nhập khả dụng.
- Tổng đầu tư trong nước của các khu vực tư nhân (I), ví dụ như chi của doanh nghiệp vào xây dựng nhà máy. Nó được coi là chi tiêu của khu vực tư nhân nhằm tạo ra sản phẩm trong tương lai.

- Theo lý thuyết kinh tế học của Keynes, không phải tất cả đầu tư tư nhân trong nước đều được tính là tổng cầu. Nhiều hoặc phần lớn các khoản đầu tư vào hàng tồn kho đều có thể do sự thâm hụt về cầu (sự tích lũy hàng tồn kho ngoài ý muốn, hoặc tổng hàng hóa sản xuất thừa mứa). Mô hình Keynes dự báo sẽ có sự giảm đi trong sản lượng và thu nhập quốc gia khi có một khoản đầu tư ngoài kế hoạch. (Sự tích lũy hàng tồn kho sẽ tương ứng với lượng cung hàng hóa dư thừa; theo “Tài khoản thu nhập và tổng sản lượng quốc dân”, nó được coi là một loại hàng hóa được mua bởi nhà sản xuất) Do đó, chỉ những khoản đầu tư đã được lên kế hoạch hoặc có dự định thực hiện mới được coi là một phần của tổng cầu. (Vậy nên I không bao gồm các khoản đầu tư nhằm làm giảm hàng tồn kho.)
- Đầu tư bị ảnh hưởng bởi sản lượng và lãi suất (i). Bởi vậy, ta có thể viết hàm I (Y, i), với tổng thu nhập và lãi suất là tham số. Đầu tư có mối quan hệ tỷ lệ thuận với sản lượng và tỷ lệ nghịch với lãi suất. Do vậy, lãi suất tăng sẽ khiến tổng cầu giảm. Chi phí lãi vay là một phần của chi phí đi vay và khi nó tăng, cả doanh nghiệp và hộ gia đình đều phải cắt giảm chi tiêu. Điều này khiến đường tổng cầu dịch sang trái và giảm GDP cân bằng xuống dưới mức GDP tiềm năng.

- Tổng chi tiêu và đầu tư của Chính phủ về hàng hóa và dịch vụ (G), còn được xác định là G - T, là khoảng chênh lệch giữa chi tiêu của Chính phủ và thuế. Chi tiêu Chính phủ tăng và thuế giảm đi sẽ dẫn tới sự tăng lên của GDP bởi chi tiêu Chính phủ là một phần của tổng cầu.
- Xuất khẩu ròng (NX, đôi khi là (X - M)), là lượng cầu ròng từ nước ngoài đối với hàng hóa và dịch vụ nội địa. Xuất khẩu ròng là một phần của tài khoản vãng lai.

Nói tóm lại, đối với mỗi quốc gia tại một thời điểm nhất định, tổng cầu (D hoặc AD) được cho bởi công thức C + IP + G + (X – M).
Các biến số trong kinh tế vĩ mô này được xây dựng từ các biến số kinh tế vi mô khác nhau dựa trên giá cả của mỗi biến số, vì vậy các biến số này được đặt tên theo thuật ngữ tiền tệ (thực hoặc danh nghĩa).

### Đường tổng cầu
Những lý thuyết về đường tổng cầu dựa trên việc nó được nghiên cứu dựa trên những thay đổi của cầu khi thu nhập hoặc giá cả thay đổi.

### Mô hình Keynes
Mô hình Keynes

### Mô hình tổng cầu - tổng cung
Mô hình tổng cầu và tổng cung
Đôi khi, đặc biệt trong giáo trình, “tổng cầu” đề cập toàn bộ đường cầu giống trong biểu đồ cung và cầu điển hình của Marshall.
Do đó, ta có thể để cập đến “tổng lượng cầu” (Yd = C + IP + G +NX) tại mọi mức giá trung bình (ví dụ như chỉ số giảm phát GDP), P.
Trong những biểu đồ này, Yd tăng khi mức giá trung bình (P) giảm xuống, như đường AD trong sơ đồ. Theo lý thuyết, nguyên nhân chính cho việc này là lượng cung tiền danh nghĩa (MS) không thay đổi, P giảm tức là lượng cung tiền thực tế (MS/P) tăng, khuyến khích tăng chi tiêu và giảm lãi suất. Trường hợp này thường được gọi là “Hiệu ứng Keynes”.
Xem xét cẩn thận lý thuyết về cung và cầu, tổng cầu có thể góp phần xác định sự tăng lên của tổng cầu ảnh hưởng như thế nào tới sự tăng lên của sản lượng thực tế hoặc giá cả (lạm phát). Theo biểu đồ, bất kỳ yếu tố nào của tổng cầu tăng lên (tại bất kỳ mức giá nào) cũng làm dịch chuyển đường tổng cầu sang phải, khiến mức sản lượng thực tế (Y) và mức giá trung bình (P) tăng.
Tuy nhiên, các hoạt động kinh tế khác nhau là kết quả của sự kết hợp giữa sản lượng và giá cả. Như đã đề cập, với mức tổng sản phẩm quốc nội thực tế rất thấp, dẫn đến lượng lớn lao động thất nghiệp, hầu hết các nhà kinh tế theo trường phái Keynes cho rằng phần lớn sự thay đổi sẽ diễn ra dưới hình thức tăng lên của sản lượng và tỷ lệ có việc làm. Khi nền kinh tế tiến gần hơn tới mức sản lượng tiềm năng (Y*), ta thấy được khi AD tăng, giá sẽ tăng nhiều hơn mức tăng của sản lượng.
Nằm ngoài đường Y*, tình trạng này càng diễn ra nhiều hơn nên giá cả ngày càng cao hơn so với sản lượng. Tệ hơn, mức sản lượng lớn hơn sản lượng tiềm năng Y* không thể duy trì trong thời gian dài. Đường tổng cầu có quan hệ ngắn hạn. Nếu nền kinh tế luôn vận hành trên mức sản lượng tiềm năng, đường tổng cầu sẽ dịch chuyển sang trái, làm cho sự tăng lên của sản lượng chi mang tính tạm thời.
Tại mức sản lượng (Y) thấp, thế giới trở nên phức tạp hơn. Đầu tiên, hầu hết các nền kinh tế công nghiệp hiện đại đều sẽ phải trải qua khó khăn nếu giá cả giảm đi. Bởi vậy, đường tổng cầu sẽ khó có thể dịch chuyển sang phải hoặc dịch xuống. Thứ hai, khi chúng chịu sự cắt giảm về giá (như tại Nhật Bản), giảm phát có thể diễn ra trên quy mô lớn.

### Nợ
Một lý thuyết hậu Keynes về tổng cầu nhấn mạnh vai trò của nợ, coi nợ là một yếu tố cơ bản của tổng cầu; một số người coi sự ảnh hưởng của những thay đổi về nợ tới tổng cầu là lưu lượng tín dụng. Tổng cầu là chi tiêu, tiêu dùng, đầu tư hoặc các mục khác. Mối quan hệ giữa chi tiêu và thu nhập được thể hiện qua công thức:
Thu nhập - Chi tiêu = Tiết kiệm ròng
Hay:
Chi tiêu = Thu nhập - Tiết kiệm ròng = Thu nhập + Mức tăng nợ
Lượng tiền ta dùng để chi tiêu là tiền ta kiếm được, cộng thêm lượng tiền đi mượn. Nếu ta chi 110$ và kiếm được 100$ thì 10$ là số tiền đi vay mượn. Ngược lại, nếu tiêu 90$ và kiếm được 100$ thì tiết kiệm ròng là 10$, hoặc nợ giảm đi 10$, tức tổng nợ phải trả thay đổi một khoản -10$. 
Nếu nợ tăng hoặc giảm chậm theo tỷ lệ phần trăm GDP thì tác động của nó đến tổng cầu nhỏ. Ngược lại, nếu nợ nhiều thì những thay đổi trong động lực tăng trưởng nợ có thể tác động đáng kể đến tổng cầu. Sự thay đổi của nợ phụ thuộc vào mức vay nợ: nếu tổng nợ chiếm 10% GDP và 1% khoản cho vay không được trả sẽ ảnh hưởng tới 1.10% = 0.1% GDP, gây nhiễu loạn thống kê. Nếu nợ chiếm 300% GDP và 1% khoản cho vay không được trả thì 1.300% = 3% GDP bị ảnh hưởng, con số này rất lớn và sự tăng lên của nó sẽ tạo ra suy thoái trên diện rộng.
Tương tự, sự tăng giảm trong tỷ lệ trả nợ (người đi vay trả nợ theo thời gian) tác động đến tổng cầu một khoảng bằng mức thay đổi của nợ. Bởi vậy, khi mức nợ của một nền kinh tế tăng lên, nền kinh té đó sẽ trở nên nhạy cảm hơn trước động lực trả nợ, bong bóng tín dụng và các lo ngại mang tầm vĩ mô. Do tỷ lệ xóa sổ và tỷ lệ tiết kiệm đều tăng đột biến trong các cuộc suy thoái, cả hai yếu tố đều dẫn tới sự thu hẹp tín dụng, từ đó, sự giảm đi của tổng cầu có thể làm trầm trọng hơn và kéo dài tình trạng suy thoái trong một vòng luẩn quẩn.
Quan điểm này xuất phát và gắn liền với lý thuyết giảm phát nợ của Irving Fisher và khái niệm bong bóng tín dụng (tín dụng là mặt trái của nợ), và đã được xây dựng bởi trường phái Hậu Keynes. Nếu tổng mức nợ tăng lên mỗi năm thì tổng cầu vượt thu nhập một khoảng bằng lượng tăng của nợ. Tuy nhiên, nếu nợ dừng tăng và thay vào đó, bắt đầu giảm (nếu “bong bóng vỡ”) thì tổng cầu sẽ giảm so với thu nhập một khoảng bằng lượng tiết kiệm ròng (phần lớn dưới hình thức trả nợ hoặc xóa nợ, ví dụ như trong phá sản). Điều này gây ra sự sụt giảm đột ngột và liên tục của tổng cầu, và cú sốc này được cho là gần giống nguyên nhân của một loại khủng hoảng kinh tế, cụ thể là khủng hoảng tài chính. Thật vậy, việc giảm nợ là không cần thiết - thậm chí tốc độ tăng nợ chậm lại cũng gây ra sự sụt giảm tổng cầu (xấp xỉ năm có mức vay cao hơn). Những khủng hoảng về sau kết thúc khi tín dụng bắt đầu tăng trở lại, vì phần lớn hoặc tất cả nợ đã được trả hoặc xóa bỏ, hoặc vì một vài lí do như sau.
Dưới góc độ của nợ, mô hình của Keynes về thâm hụt chi tiêu của Chính phủ khi đối mặt với khủng hoảng kinh tế bao gồm khoản không tiết kiệm ròng của Chính phủ (tăng nợ) để bù đắp sự thiếu hụt nợ tư nhân: thay thế nợ tư nhân bằng nợ công. Các phương pháp khác gồm tìm kiếm cách tái xây dựng sự tăng trưởng nợ tư nhân (“phục hồi bong bóng”), làm chậm lại hoặc dừng sự sụp đổ của nó; và việc giảm nợ bằng cách hạ thấp hoặc xóa nợ sẽ ngăn chặn tín dụng khỏi sự sụt giảm (vì nó không thể giảm dưới mức 0) và cho phép nợ ổn định hoặc tăng trưởng - điều này có tác dụng phân chia lại của cải từ các chủ nợ (những người có khả năng xóa nợ) cho người đi vay (người có nợ được giảm).

### Đánh giá
Nhà lý luận người Áo Henry Hazlitt cho rằng tổng cầu là một “khái niệm vô nghĩa” trong những phân tích về kinh tế. Friedrich Hayek, một nhà lý luận Áo khác, viết rằng nghiên cứu của Keynes về quan hệ của tổng cầu trong nền kinh tế là “sai lầm” và ông đã chỉ ra rằng suy thoái được gây ra bởi các yếu tố vi mô.